# Zbludowice
Zbludowice – wieś w Polsce, położona w województwie świętokrzyskim, w powiecie buskim, w gminie Busko-Zdrój.
W latach 1975–1998 miejscowość administracyjnie należała do województwa kieleckiego.

## Położenie geograficzne
Zbludowice położone są na Ponidziu. Na północy wieś graniczy z miastem Busko-Zdrój, na południu z Kawczycami oraz Radzanowem.
Zbludowice znajdują się w odległości 50 km na południe od Kielc, 80 km na północ od Krakowa, 13 km od Wiślicy, 15 km od Pacanowa.

## Integralne części wsi
| SIMC    | Nazwa     | Rodzaj    |
| ------- | --------- | --------- |
| 0233201 | Nowy Busk | część wsi |

## Komunikacja
Drogi wojewódzkie
Przez Zbludowice przechodzą dwie drogi wojewódzkie:
- przelotowa na trasie Wiślica (Kraków) – Busko-Zdrój (Pińczów)
- od Nowego Korczyna (część ul. Korczyńskiej) przez całe sołectwo (ul. Świętokrzyska) kończy się na skrzyżowaniu z drogą nr 767 (ul. Wiślicka i ul. Starkiewicza)

Ulice
| Nazwa         | Kierunek                                 | Dodatkowe informacje   |
| ------------- | ---------------------------------------- | ---------------------- |
| Ceglana       | Owczary                                  |                        |
| Dworska       | Wolica                                   |                        |
| Korczyńska    | Nowy Korczyn                             | Droga nr               |
| Krakowska     | Wiślica                                  |                        |
| Leśna         | Kawczyce                                 |                        |
| Sosnowa       | Owczary                                  |                        |
| Strażacka     | równoległa do fragm. ul. Świętokrzyskiej |                        |
| Świętokrzyska | Przelotowa                               | Ulica główna, droga nr |
| Wiślicka      | Wiślica                                  | Droga nr               |
| Wiśniowa      | Wolica                                   |                        |
| Zielona       | Ślepa ulica                              |                        |
| Zdrojowa      | Busko-Zdrój                              | Ulica jednokierunkowa  |

Komunikacja publiczna
Na terenie miejscowości znajdują się 4 przystanki autobusowe. Większość kursów odbywa się do Buska-Zdroju i pobliskich wiosek, a z przystanku przy ul. Korczyńskiej kursują codziennie autobusy i busy do Kielc, Nowego Korczyna, Koszyc, Opatowca i Solca-Zdroju.
W dni nauki szkolnej do Samorządowego Gimnazjum dowożona jest autobusami gimnazjalna młodzież szkolna.
W odległości ok. 3 km. znajduje się stacja kolejowa (w sołectwie Siesławice).

## Szkoły

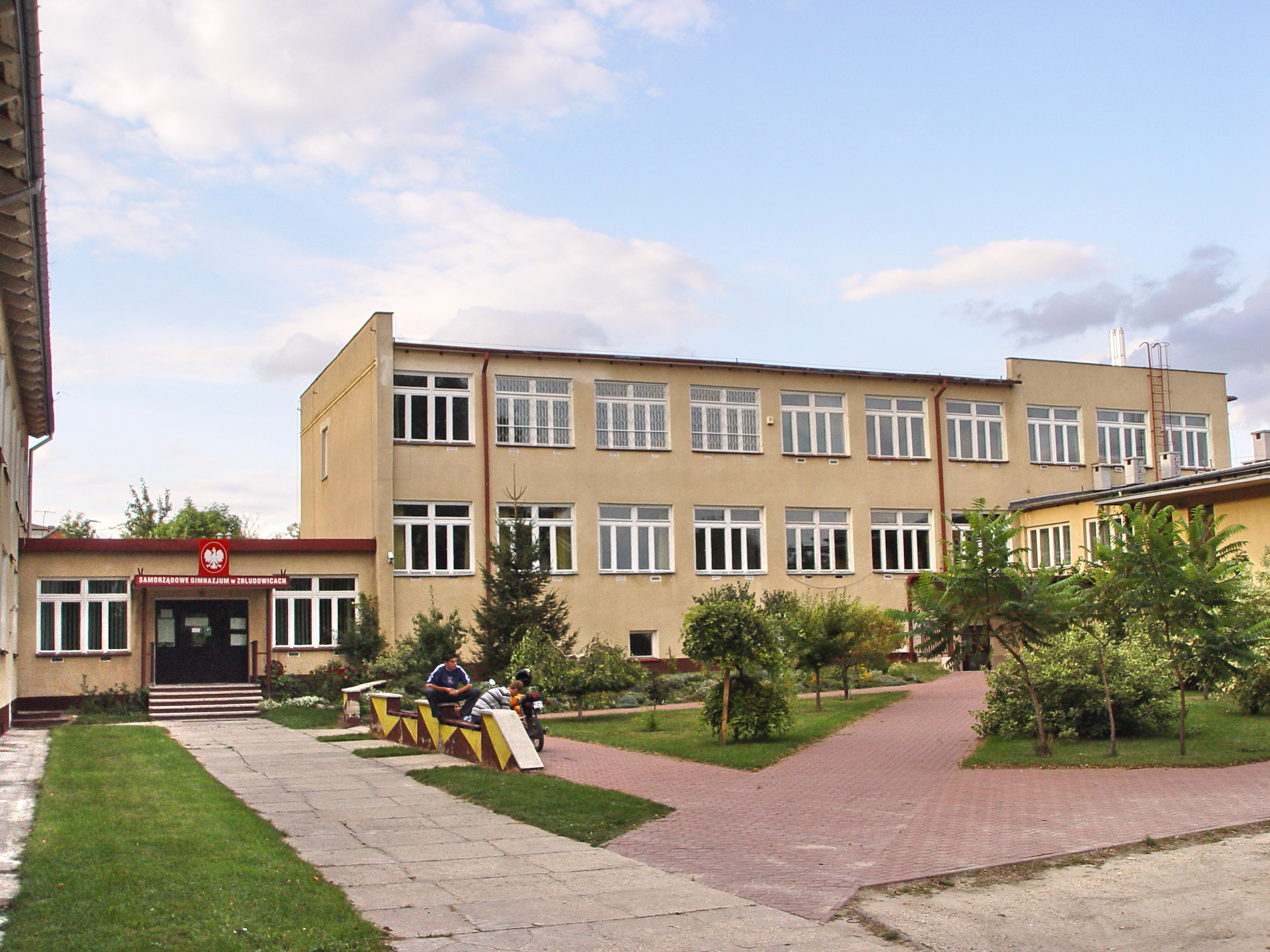
Samorządowe gimnazjum w Zbludowicach, przylega od wschodu do budynku Szkoły Podstawowej

W Zbludowicach znajdują się dwie szkoły:
- Samorządowe Gimnazjum w Zbludowicach
- Szkoła Podstawowa w Zbludowicach

## Straż pożarna

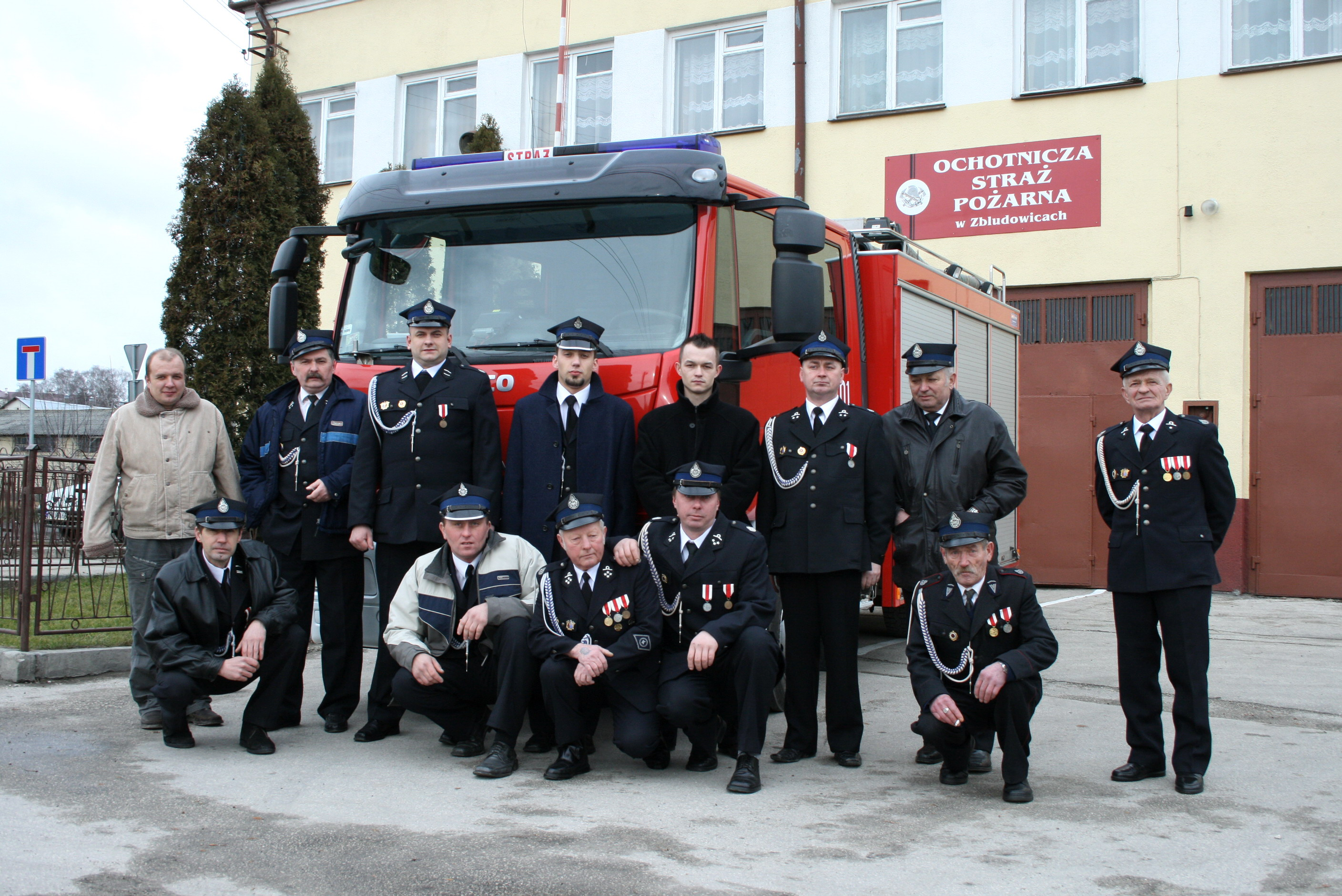
Jednostka OSP w Zbludowicach przed budynkiem remizy, obok nowego samochodu ratowniczo-gaśniczego otrzymanego w darze 27 stycznia 2008 r.

W Zbludowicach znajduje się Ochotnicza Straż Pożarna mająca siedzibę w miejscowej remizie
przy ulicy Świętokrzyskiej. Przez wiele lat jednostka dysponowała jednym samochodem strażackim oraz nowoczesnym sprzętem ratowniczo-gaśniczym. 27 stycznia 2008 r. otrzymała drugi nowoczesny samochód ratowniczo-gaśniczy. Strażacy ze Zbludowic regularnie uczestniczą w akcjach ratowniczo-gaśniczych na terenie całego powiatu.
Ochotnicza Straż Pożarna w Zbludowicach została założona w 1924 roku przez dr Szymona Starkiewicza, twórcę Sanatorium Dziecięcego „GÓRKA”. OSP w Zbludowicach jako jedna z niewielu w dawnym powiecie stopnickim już w latach 30. posiadała na stanie samochód bojowy i znana była z działań w akcjach ratowniczo-gaśniczych.
6 sierpnia 1944 r. zbludowiccy strażacy bez względu na wojenną zawieruchę ratowali rannych mieszkańców Buska-Zdroju transportując ich do szpitala w Stopnicy. W czasie powrotu do jednostki w Zbludowicach zostali zaatakowani przez nieprzyjacielski samolot rozpoznania, wówczas śmierć na bojowym posterunku ponieśli strażacy: dh Stanisław Wacławik – naczelnik OSP, dh Edward Wacławik – kierowca OSP, dh Władysław Wójcik dowódca plutonu OSP, dr Janusz Niemirycz – naczelny lekarz Obwodu AK Busko.
Ochotnicza Straż Pożarna w Zbludowicach liczy obecnie 42 członków i wchodzi w skład Krajowego Systemu Ratowniczo-Gaśniczego. Jednostka również wchodzi w skład jednego z trzech plutonów Świętokrzyskiej Kompanii Odwodowej powoływanej w sytuacjach kryzysowych przez Wojewódzkiego Komendanta PSP w Kielcach. W sytuacji zagrożenia pożarowego, strażacy ze Zbludowic natychmiast zostają wezwani systemem szybkiego alarmowania i są kierowani bezpośrednio do akcji ratowniczej, lub obsadzają stanowiska gotowości bojowej w miejsce Jednostki Ratowniczo-Gaśniczej PSP w Busku-Zdroju
Załoga Straży także bierze udział w corocznych Zawodach Sportowo-Pożarniczych, które odbywają na terenie stadionu miejskiego przy ul. Janusza Kusocińskiego w Busku-Zdroju.

## Sport i rekreacja
Obiekty sportowe
Szkoła podstawowa oraz gimnazjum posiadają salę gimnastyczną oraz bardzo dobrze zaopatrzone i utrzymane boisko piłkarskie, przeznaczone w trakcie zajęć szkolnych dla młodzieży uczącej się w tych szkołach, a poza zajęciami
dla wszystkich chętnych.
Staw rybny
Przy ulicy Wiśniowej znajduje się Staw Strażacki, na którym można uprawiać wędkarstwo.
Zalew w Radzanowie
W odległości ok. 2 km od Zbludowic znajduje się zalew radzanowski, pełniący funkcje rekreacyjne. W okresie letnim otwarte jest tam kąpielisko strzeżone, wypożyczalnia rowerów wodnych, łódek, a także organizowane są liczne imprezy, m.in. dyskoteki pod gołym niebem, wybory Miss Radzanowa, występy kabaretowe.
Do zalewu prowadzi droga wojewódzka nr 776, wzdłuż której znajduje się oświetlona ścieżka rowerowa.

## Osoby związane ze Zbludowicami
- Bożentyna Pałka-Koruba – wojewoda świętokrzyski od 29 listopada 2007 r.
- Natalia Paździor – zwyciężczyni pierwszej polskiej edycji programu MasterChef Junior Polska